# Ti-Tho
Ti-Tho war eine Band der Neuen Deutschen Welle und in den frühen 1980er Jahren aktiv. Musikalisch ist Ti-Tho einer minimal-elektronischen Richtung zuzuordnen.
Das Duo aus Hamburg bestand aus Thomas Stelter (Synthesizer und Akkordeon) und Christina Marisa Calcagno (Gesang) und veröffentlichte einige Singles bei ZickZack Records und Polydor. Ein Album wurde angekündigt, jedoch nie herausgebracht. Der Bandname setzt sich aus den abgekürzten Namen der beiden Musiker zusammen (Ti = Tina, Tho = Thomas). 1984 wirkte Ti-Tho in dem Hamburger Musikvideo-Projekt Für eine Handvoll D-Mark mit.
Christina Marisa Calcagno (* 6. November 1965) arbeitet heute als Schauspielerin sowie als Sprecherin für Hörspiele und Werbespots.

## Diskografie
- Traumtänzer / Die Liebe ist ein Abenteuer, 7", ZickZack (ZZ42), Nachpressung Telefunken 6.13636, 1981.
- Elefantenjäger / Ich, 7", Teldec 6.13834, 1983.
- l.c.b.a.p. (love can be a pain) / Beat of the moment, 12", Polydor 881 789, 1985.
- Walking in the rain / Fly high, Polydor 883488-7, 1985.
- Tunnel auf dem Kompilationsalbum Wunder gibt es immer wieder (ZZ 190), 1983.
- Freuziel Sammlung aller erschienenen Titel mit einigen Erstveröffentlichungen, Vinyl-on-demand VOD138.07, 2015.

## Film/Video
- Für eine Handvoll D-Mark, D 1984, Produktion, Buch und Regie: Ute Kampmann, Thomas Meins und Tim Renner, Schnitt: Oliver Hirschbiegel und Rotraut Pape, mit Markus Oehlen, Ti-Tho, Cocomics und Vanity Fair